# Іванівка (Роменський район)
Іва́нівка —  село в Україні, у Роменському районі Сумської області. Населення становить 239 осіб. Входить до складу Липоводолинської селищної громади.
Після ліквідації Липоводолинського району 19 липня 2020 року село увійшло до Роменського району.

## Географія
Село Іванівка розташоване на відстані 2 км від сіл Коцупіїв Степ (село ліквідоване у 1991 р.), Бугаївка, Грабщина та Яснопільщина. По селу тече струмок, що пересихає із запрудою.

## Назва
Село Іванівка спочатку називалося Рахубове (на честь пана Рахуби), але потім його перейменували.

### Панський ставок
Одним з найцікавіших місць села є Панський ставок
Свою назву Панський ставок отримав тому, що був загачений за наказом пана Рахуби, що проживав неподалік. Спорудили цей ставок для того, щоб мочити коноплі, бо, як відомо, з конопель робили полотно. На цьому ставку була дуже гарна розмальована кладка, проте дотепер вона не збереглася. Зараз у ставку водиться багато риби і він є однією з окрас села. Поблизу ставка зберігся будинок пана Рахуби, у якому за радянської влади була розташована школа.

## Видатні люди
Овчаренко Руслан Васильович - видатний народний артист та співак села.
Мана Віталій Васильович - видатний мото-гонщик села, району та області.
Огарко Вадим Олексійович - видатний комп'ютерщик 

## Історія
- Поблизу села знайдено поселення періоду Неоліту.
- Село постраждало внаслідок геноциду українського народу, проведеного урядом СРСР 1923—1933 та 1946-1947 роках[джерело?].
- До 2019 року орган місцевого самоврядування — Яснопільщинська сільська рада.